# Meerstrand-Binse
Die Meerstrand-Binse (Juncus maritimus), auch Strand-Binse genannt, ist eine Pflanzenart aus der Gattung der Binsen (Juncus) innerhalb der Familie der Binsengewächse (Juncaceae).

## Beschreibung

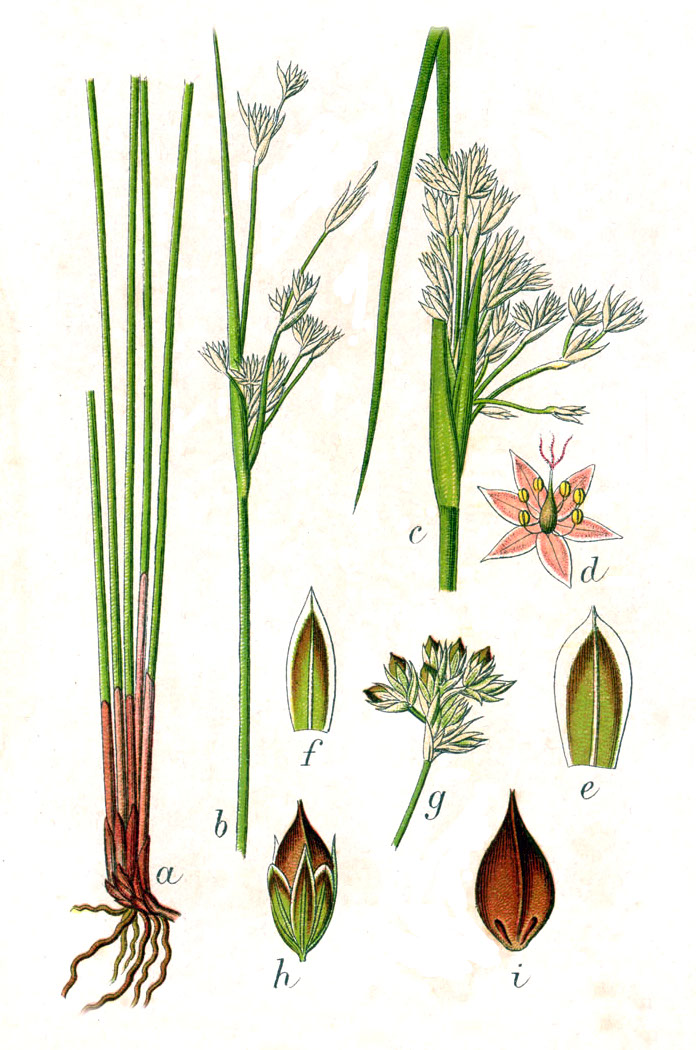
Illustration aus Sturm: Deutschlands Flora in Abbildungen, 1796

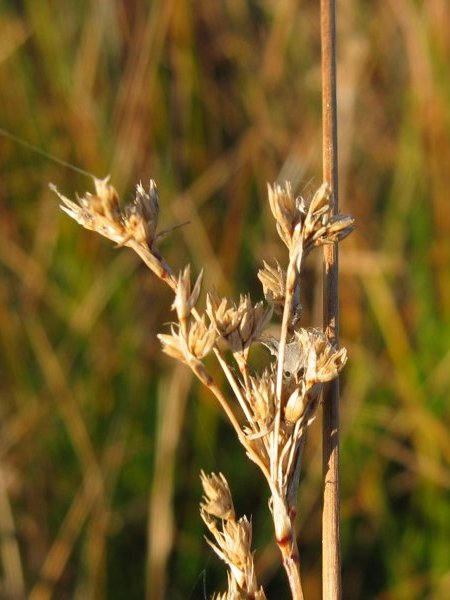
Fruchtstand

### Vegetative Merkmale
Die Meerstrand-Binse ist eine ausdauernde krautige Pflanze, die Wuchshöhen von 30 bis, meist 50 bis 100 Zentimetern erreicht. Ihre kurzen Ausläufer sind waagerecht kriechend und bis 8 Millimeter dick. Ihre aufrechter, starren und sehr zähen, gestreifte Stängel stehen in dichten Reihen und bilden manchmal Horste von 50 bis 120 Zentimeter Durchmesser.
Es sind wenige spreitenlose Blattscheiden und zwei bis vier grundständige Laubblätter vorhanden. Die Blattscheiden sind rot- oder kastanien-braun. Die Blattspreiten sind stielrund, stechend, gestreift und kürzer als der Stängel.

### Generative Merkmale
Die Blütezeit reicht von Juli bis August. Der Blütenstand ist scheinbar seitenständig, mit bis 10, selten bis zu 15 Zentimeter langen Ästen, meist locker und enthält viele Blüten. Die zwei untersten Tragblätter des Blütenstands sind stängelartig, stechend, von denen das eine die Fortsetzung des Stängels bildet und den Blütenstand überragt, während das andere viel kürzer ist. Die Deckblätter unter jeder Blüten sind stroh-gelb, eiförmig mit zugespitztem oberen Ende und etwa halb so lang wie die Blüten. Je zwei oder drei Blüten befinden sich in Knäueln (Teilblütenstände).
Die Blüte ist dreizählig. Die sechs Blütenhüllblätter sind stroh-gelb, 3 bis 4 Millimeter lang, hautrandig, die äußeren sind bootförmig, spitz, die inneren schmal-elliptisch bis länglich mit stumpfem oberen Ende und kürzer. Die sechs oder selten drei Staubblätter sind zwei Drittel so lang wie die Blütenhüllblätter. Die Staubbeutel sind etwa doppelt so lang wie die Staubfäden. Der etwa 1,5 Millimeter lange Griffel endet in einer kurzen, gedrehten und purpurfarbenen Narbe.
Die stroh- bis rost-gelbe Kapselfrucht ist bei einer Länge von 2,5 bis 3,5 Millimetern nur wenig länger als die Blütenhüllblätter und eiförmig-dreikantig.

### Chromosomensatz
Die Chromosomengrundzahl beträgt x = 20 oder meist 24; es liegt Diploidie mit Chromosomenzahlen von 2n = 40 oder meist 48.

## Unterschiede zu ähnlichen Arten
Die ähnliche Stechende Binse (Juncus acutus) des Mittelmeerraumes unterscheidet sich von Juncus maritimus durch eine längere, 5 bis 6 Millimeter lange Blütenhülle, durch eine lange, die Blütenhülle um das Doppelte überragende Kapselfrucht sowie durch ihre Blütezeit im Mai und Juni.

## Vorkommen
Die Meerstrand-Binse kommt an den Küsten Westeuropas und des Mittelmeerraumes östlich bis Aserbaidschan vor. In Mitteleuropa kommt sie auf den ostfriesischen Inseln, an der Ostseeküste, im Burgenland im Seewinkel und in Istrien vor.
Sie gedeiht auf feuchten Salztonböden in Strandwiesen in Pflanzengesellschaften des Verbands Armerion maritimae und ist eine Charakterart der Klasse Asteretea tripolii.

## Taxonomie
Die Erstveröffentlichung von Juncus maritimus erfolgte 1789 durch Jean-Baptiste de Lamarck in Encyclopédie Méthodique. Botanique ..., Band 3 (1), S. 264. Das Epitheton#Biologie|Artepitheton maritimus bedeutet „vom Meer“. Synonyme für Juncus maritimus Lam. sind Juncus broteroi Steud. und Juncus ponticus Steven.